# Vouniatádes
Vouniatádes är en ort i Grekland.   Den ligger i prefekturen Nomós Kerkýras och regionen Joniska öarna, i den västra delen av landet, 400 km nordväst om huvudstaden Aten. Vouniatádes ligger 79 meter över havet och antalet invånare är 208. Den ligger på ön Korfu.
Terrängen runt Vouniatádes är lite kuperad. Havet är nära Vouniatádes åt nordväst. Runt Vouniatádes är det ganska tätbefolkat, med 104 invånare per kvadratkilometer. Närmaste större samhälle är Korfu, 12,1 km norr om Vouniatádes. I omgivningarna runt Vouniatádes växer i huvudsak blandskog.